# Plankstadt
Plankstadt település Németországban, azon belül Baden-Württembergben. Lakosainak száma 10 611 fő (2023. december 31.). Plankstadt Oftersheim és Schwetzingen községekkel határos.

## Népesség
A település népessége az elmúlt években az alábbi módon változott:
| Lakosok száma | 8983 | 10 224 | 10 321 | 10 309 | 10 511 | 10 611 |
|               | 1975 | 2017   | 2019   | 2021   | 2022   | 2023   |